# Cách mạng Nhung

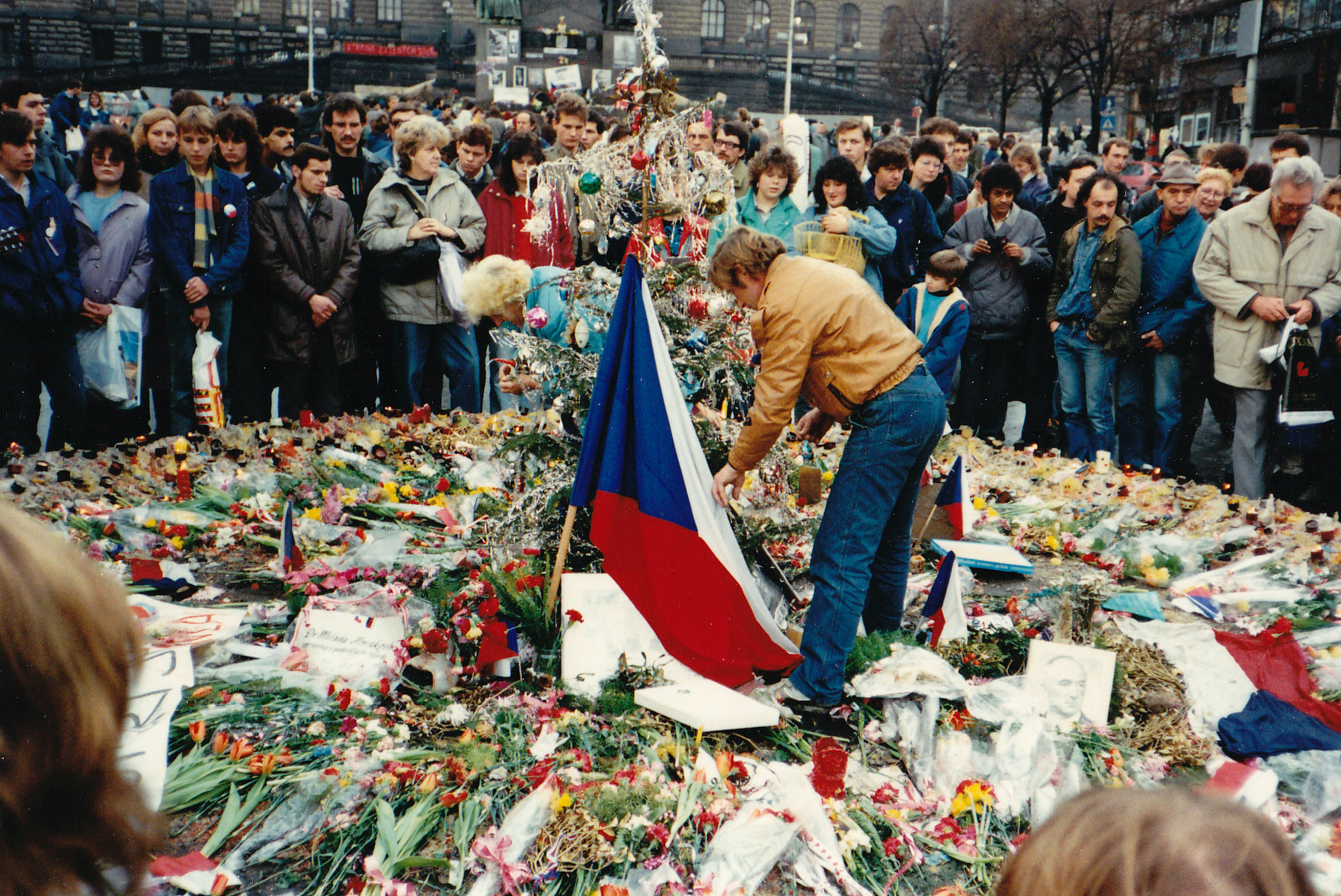
Những sinh viên tại Praha biểu tình (với Václav Havel ở giữa) kỷ niệm ngày Sinh viên Quốc tế, ngày 17 tháng 11 năm 1989

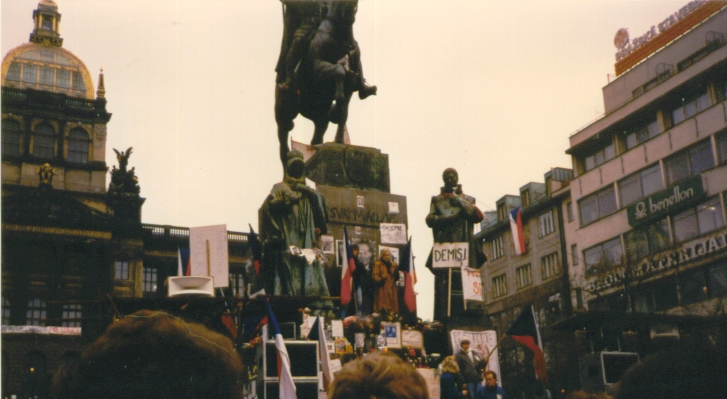
Người dân Praha biểu tình tại Quảng trường Wenceslas trong cuộc Cách mạng Nhung

Cách mạng Nhung (tiếng Séc: sametová revoluce; tiếng Slovak: nežná revolúcia) là tên gọi những cuộc biểu tình theo hướng bất bạo động chống cộng diễn ra nhằm huy động người dân Tiệp Khắc, diễn ra từ ngày 16 tháng 11 năm 1989 đến ngày 29 tháng 12 cùng năm và dẫn đến sự sụp đổ của chế độ xã hội chủ nghĩa đã kéo dài 41 năm tại nước này. Sự kiện này nằm trong chuỗi sụp đổ của chế độ xã hội chủ nghĩa tại các nước Đông Âu trong năm 1989.
Ngày 17 tháng 11 năm 1989, cảnh sát đã giải tán cuộc biểu tình của sinh viên thủ đô Praha kỷ niệm 50 năm Ngày Sinh viên Quốc tế. Bắt đầu từ ngày 19 tháng 11 năm 1989, với sự tiếp sức từ truyền thông phương Tây (đưa tin giả rằng một sinh viên đã bị cảnh sát giết trong cuộc biểu tình), hàng loạt những cuộc biểu tình đã diễn ra trên khắp đất nước cho đến tận cuối tháng 12. Đặc biệt vào ngày 20 tháng 11, số người biểu tình tại Praha đã tăng lên 500.000 người. Ngày 27 tháng 11, một cuộc đình công đồng loạt trên toàn quốc đã diễn ra trong khoảng 2 giờ. 
Cùng với sự sụp đổ của chế độ xã hội chủ nghĩa tại hầu khắp các nước Đông Âu cũng như sức ép nội bộ ngày càng cao, vào ngày 28 tháng 11, Đảng Cộng sản Tiệp Khắc đã tuyên bố từ bỏ quyền lực và giải tán chế độ một đảng duy nhất nắm quyền. Vào đầu tháng 12, biên giới với Tây Đức và Áo được dỡ bỏ. Ngày 10 tháng 12, chủ tịch nước Gustav Husak đã chỉ định một chính phủ phần lớn không là cộng sản rồi sau đó từ chức. Alexander Dubček, người từng lãnh đạo phong trào Mùa xuân Praha trước đây được cử làm phát ngôn viên của chính phủ nước Cộng hòa Tiệp Khắc, vào ngày 28 tháng 12. Václav Havel được bầu làm tổng thống mới của Tiệp Khắc. Vào tháng 6 năm 1990, Tiệp Khắc đã tổ chức cuộc bầu cử đa đảng đầu tiên kể từ năm 1946. Không còn bị Đảng Cộng sản Tiệp Khắc ngăn chặn, mâu thuẫn sắc tộc của người Séc và người Slovakia nổ ra, khiến đất nước ngày càng chia rẽ. Kết quả là vào ngày 1 tháng 1 năm 1993, Tiệp Khắc đã tách ra thành hai quốc gia Cộng hòa Séc và Slovakia.

## Trước cách mạng
Đảng Cộng sản Tiệp Khắc nắm quyền vào ngày 25 tháng 2 năm 1948. Không có đảng đối lập chính thức hoạt động sau đó. Những người bất đồng chính kiến (đáng chú ý là Hiến chương 77 và Diễn đàn dân sự) đã tạo ra các Câu lạc bộ Âm nhạc (trên cơ sở hạn chế vì chỉ cho phép các tổ chức phi chính phủ) và xuất bản các ấn phẩm định kỳ tự sản xuất (samizdat). Hiến chương 77 đã bị chính phủ cấm cho đến khi chế độ sụp đổ ở Tiệp Khắc. Nhà văn hoặc nhà làm phim có thể bị cấm sản xuất sách hoặc phim có "thái độ tiêu cực đối với chế độ xã hội chủ nghĩa". Danh sách đen này bao gồm các tài phiệt cũ hoặc các chính trị gia chống cộng, có các thành viên gia đình sống ở phương Tây, đã ủng hộ Alexander Dubček trong Mùa xuân Praha, chống lại sự chiếm đóng của quân đội Liên Xô, truyền bá tôn giáo, tẩy chay bầu cử hoặc ký kết HIến chương 77 hoặc liên kết với những người đã ký Hiến chương. Các quy tắc này rất dễ thực thi vì tất cả các trường học, phương tiện truyền thông và doanh nghiệp thuộc về nhà nước. Họ chịu sự giám sát trực tiếp và thường được sử dụng làm vũ khí buộc tội chống lại các đối thủ.
Bản chất của danh sách đen đã thay đổi dần dần sau khi đưa ra các chính sách của Mikhail Gorbachev về Glasnost (cởi mở) và Perestroika (tái cấu trúc) vào năm 1985. Giới lãnh đạo Cộng sản Tiệp Khắc bằng lời nói ủng hộ Perestroika và đã thực hiện một vài thay đổi. Các cuộc biểu tình chống chính phủ đầu tiên xảy ra vào năm 1988 (ví dụ như Biểu tình nến) và năm 1989, nhưng những cuộc biểu tình này đã bị phân tán và những người tham gia đã bị cảnh sát bắt giữ.
Đến cuối những năm 1980, sự bất mãn với mức sống và sự bất cập về kinh tế đã nhường chỗ cho sự ủng hộ phổ biến đối với cải cách kinh tế. Người dân bắt đầu công khai thách thức hệ thống chính trị. Đến năm 1989, những công dân bất mãn đã sẵn sàng bày tỏ sự bất bình với chế độ. Một số nhân vật quan trọng cũng như những người lao động bình thường đã ký thỉnh nguyện ủng hộ Václav Havel trong thời gian ông bị tù giam năm 1989. Thái độ có đầu óc cải cách cũng được phản ánh với sự kiẹn nhiều cá nhân đã ký một bản kiến nghị lưu hành vào mùa hè năm 1989 kêu gọi chấm dứt kiểm duyệt và bắt đầu các cải cách chính trị cơ bản.
Động lực ngay lập tức cho cuộc cách mạng đến từ sự phát triển ở các nước láng giềng và ở thủ đô Tiệp Khắc. Từ tháng 8, một nhóm công dân Đông Đức đã chiếm Đại sứ quán Tây Đức ở Praha và yêu cầu được di cư đến Tây Đức. Trong những ngày sau ngày 3 tháng 11, hàng ngàn người Đông Đức rời Praha bằng tàu hỏa đến Tây Đức. Vào ngày 9 tháng 11, Bức tường Berlin sụp đổ khiến người Đức không còn cần phải đi đường vòng qua Tiệp Khắc.
Đến ngày 16 tháng 11, nhiều nước láng giềng của Tiệp Khắc đã bắt đầu rũ bỏ sự cai trị độc đoán. Công dân Tiệp Khắc đã xem các sự kiện này trên TV thông qua cả các kênh nước ngoài và trong nước. Liên Xô cũng ủng hộ một sự thay đổi trong giới cầm quyền của Tiệp Khắc, mặc dù nước này không lường trước được sự sụp đổ của Đảng cộng sản Tiệp Khắc.

## Mốc thời gian

### 16 tháng 11
Trước thềm Ngày Sinh viên Quốc tế (kỷ niệm 50 năm Sonderaktion Prag, cơn bão năm 1939 của Đức Quốc xã), các học sinh trung học và đại học Slovakia đã tổ chức một cuộc biểu tình ôn hòa ở trung tâm thủ đô Bratislava. Đảng Cộng sản Slovakia đã gặp rắc rối, và thực tế là cuộc biểu tình được tổ chức đã được xem là một vấn đề của Đảng. Các lực lượng vũ trang đã được cảnh báo trước về cuộc biểu tình. Tuy nhiên, cuối cùng các sinh viên đã di chuyển trong thành phố một cách hòa bình và gửi một phái đoàn đến Bộ Giáo dục Slovakia để thảo luận về những đòi hỏi của họ.

### 17 tháng 11

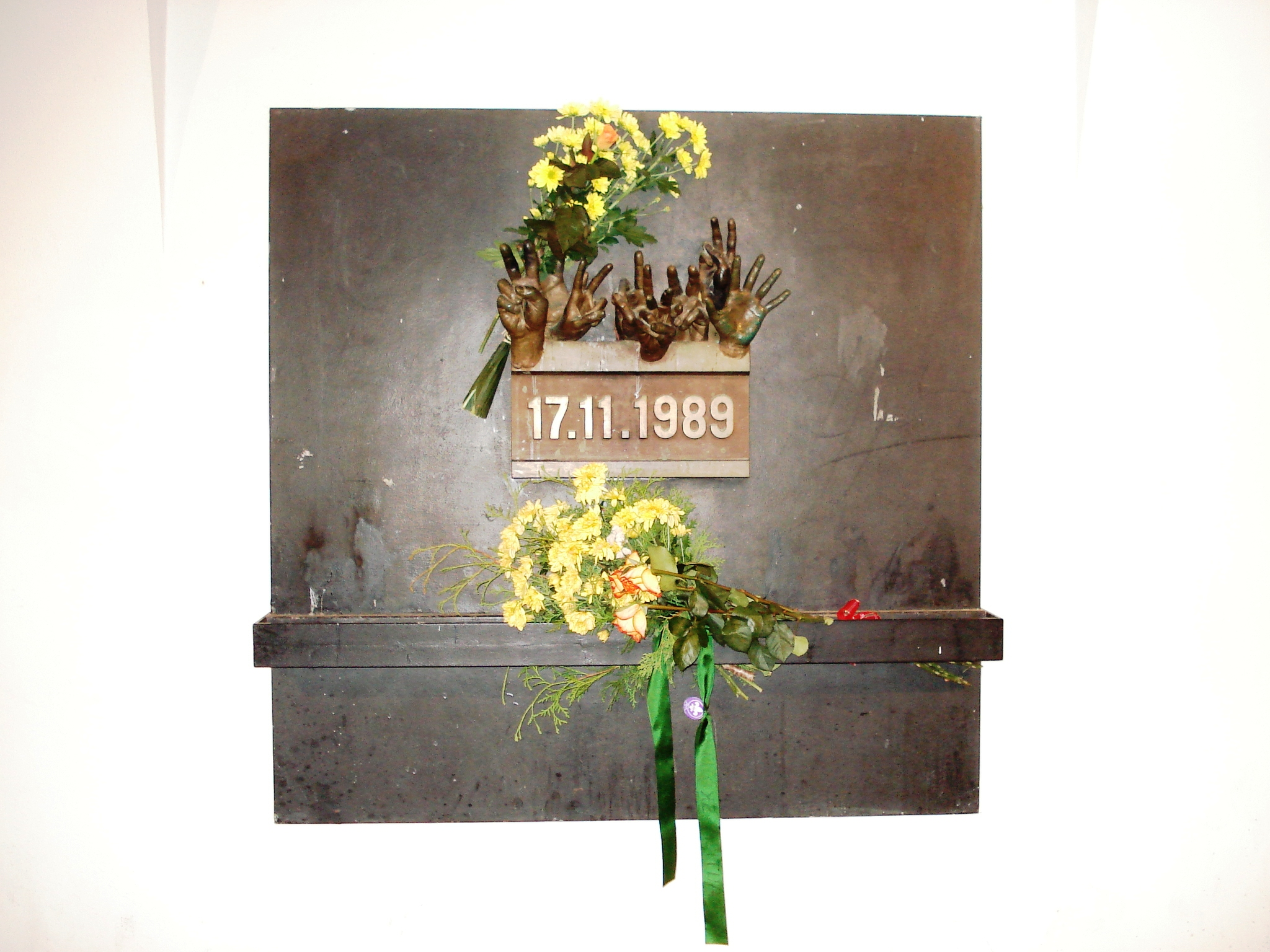
Đài tưởng niệm các cuộc biểu tình của sinh viên ngày 17 tháng 11, tại Praha

Các phong trào mới do Václav Havel lãnh đạo đã nổi lên, gợi lên ý tưởng về một xã hội Tiệp Khắc thống nhất nơi nhà nước sẽ tái cấu trúc và cải cách về mặt chính trị. Liên minh Xã hội Thanh niên (SSM/SZM, ủy quyền của Đảng Cộng sản Tiệp Khắc) đã tổ chức một cuộc biểu tình rầm rộ vào ngày 17 tháng 11 để kỷ niệm Ngày sinh viên quốc tế và kỷ niệm 50 năm ngày sinh viên Jan Oplet bị sát hại.
Hầu hết các thành viên của SSM đều phản đối Đảng Cộng sản, nhưng không lên tiếng vì sợ bị bắt. Cuộc biểu tình này đã cho các sinh viên bìn thường một cơ hội để tham gia cùng những người khác và bày tỏ ý kiến của họ. Đến 16 giờ, khoảng 15.000 người đã tham gia biểu tình. Họ đi bộ (theo chiến lược của những người sáng lập phong trào Stuha, Jiří Dienstbier và Šimon Pánek) đến mộ của Karel Hynek Mácha tại Nghĩa trang Vyšehrad và - sau khi kết thúc buổi diễu hành chính thức này - họ đi tiếp vào trung tâm Praha, và hô các khẩu hiệu chống cộng sản.
Vào khoảng 19:30, những người biểu tình đã bị một nhóm cảnh sát chống bạo động tại phố Národní chặn lại. Họ chặn tất cả các lối thoát và yêu cầu các sinh viên giải tán. Khi tất cả những người biểu tình đã giải tán, một trong những người tham gia, đặc vụ cảnh sát bí mật Ludvík Zifčák, đang nằm trên đường. Zifčák không bị tổn thương về thể xác hoặc giả vờ chết; anh chỉ bị ngất do cảm xúc quá mạnh. Cảnh sát mang theo cơ thể bất động của anh lên xe cứu thương rồi đưa vào bệnh viện.
Bầu không khí sợ hãi đã sinh ra một tin đồn sai lệch rằng một sinh viên đã chết. Câu chuyện được Dragomíra Dražská bịa ra khi cô chờ đợi điều trị sau khi cô bị thương trong cuộc bạo loạn. Dražská làm việc tại trường đại học và chia sẻ câu chuyện bịa này của mình với nhiều người vào ngày hôm sau, bao gồm cả vợ của nhà báoPetr Uhl, phóng viên của Radio Free Europe / Radio Liberty (Đài Châu Âu Tự do, một kênh truyền thông chống cộng do Hoa Kỳ tài trợ). Tin giả này sau đó đã được loan báo khắp nơi, kích động người dân và kích hoạt các cuộc biểu tình khác. Ngay tối hôm đó, các sinh viên và diễn viên kịch nghệ đã đồng ý bãi khóa và đình công.

### 18 tháng 11
Hai sinh viên đã đến gặp Thủ tướng Ladislav Adamec tại nhà riêng của ông, và mô tả cho ông những gì đã xảy ra trên đường Národní. Cuộc đình công tại Nhà hát thực tế đã được tuyên bố và các nhà hát khác nhanh chóng làm theo. Các nhà hát đã mở cửa sân khấu của họ chỉ để thảo luận công khai.
Theo sáng kiến của sinh viên Học viện Nghệ thuật biểu diễn ở Praha, các sinh viên ở Praha đã bãi khóa. Cuộc đình công này được tham gia bởi các sinh viên đại học trên khắp Tiệp Khắc. Nhân viên nhà hát và diễn viên ở Praha ủng hộ cuộc đình công. Thay vì lên sân khấu, các diễn viên đọc lời tuyên bố của các sinh viên và nghệ sĩ tới khán giả, kêu gọi tổng đình công vào ngày 27 tháng 11.
Áp phích và tuyên bố làm tại nhà đã được đưa ra. Vì tất cả các phương tiện truyền thông (đài phát thanh, truyền hình, báo chí) đều bị Đảng Cộng sản kiểm soát chặt chẽ (xem Truyền thông đại chúng ở Tiệp Khắc Cộng sản), đây là cách duy nhất để truyền bá thông điệp.
Vào buổi tối, Đài Châu Âu Tự do loan tin rằng một sinh viên (được đặt tên là Martin Šmíd) đã bị cảnh sát giết trong cuộc biểu tình của ngày hôm trước. Mặc dù tin tức này là sai, nó làm tăng cảm giác khủng hoảng, và thuyết phục một số công dân còn do dự vượt qua nỗi sợ hãi, và tham gia các cuộc biểu tình.

### 19 tháng 11

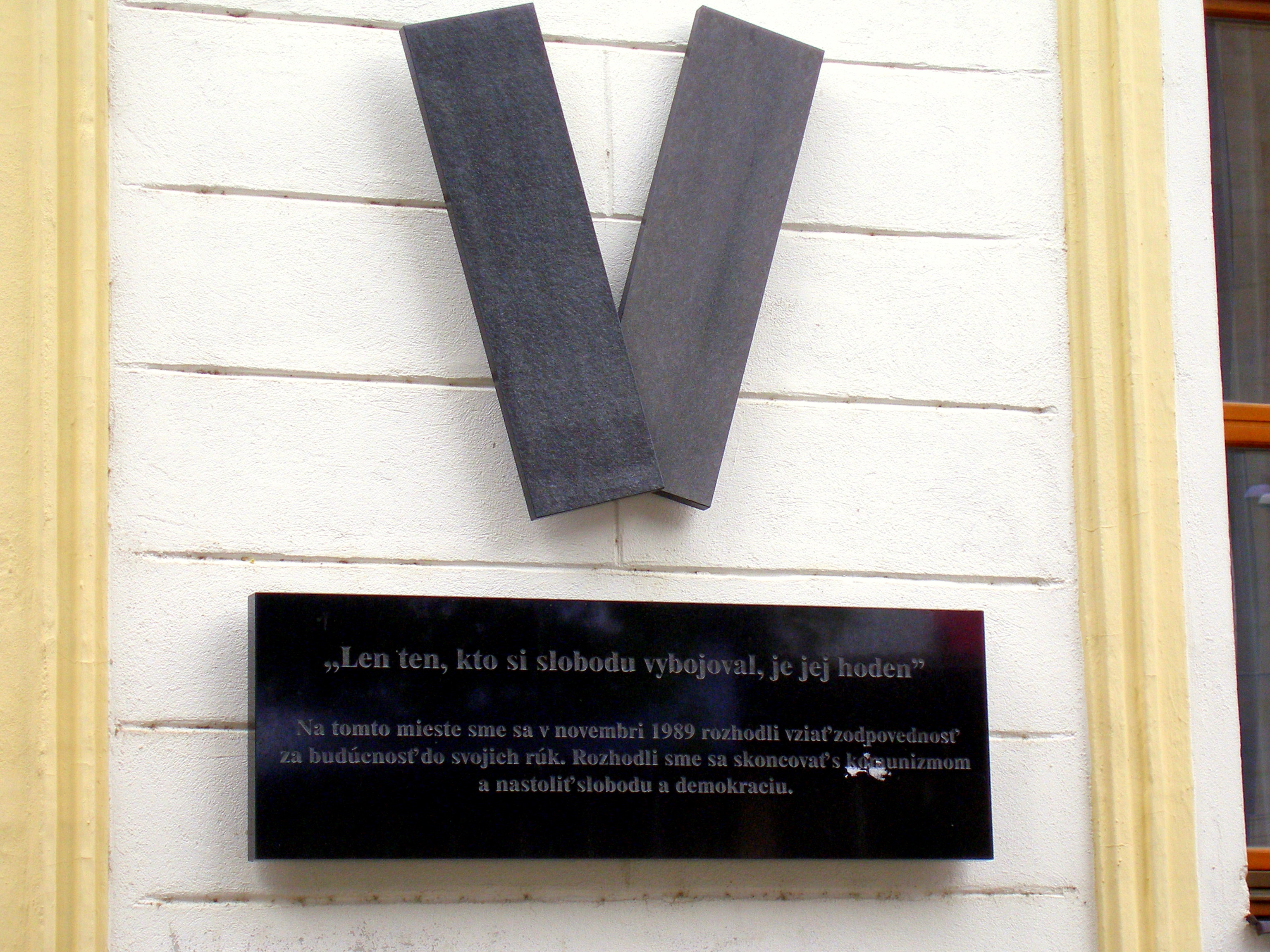
Đài tưởng niệm cuộc cách mạng nhung ở Bratislava (Námestie SNP), Slovakia:
"Chỉ những người dám đấu tranh cho tự do là xứng đáng với nó."
Tại nơi này vào tháng 11 năm 1989, chúng tôi quyết định nhận trách nhiệm về tương lai của chính mình.

Các nhà hát ở Bratislava, Brno, Ostrava và các thị trấn khác đã đình công. Các thành viên của hiệp hội nghệ thuật và văn học cũng như các tổ chức và tổ chức đã tham gia cuộc đình công.
Các thành viên của một sáng kiến dân sự đã gặp Thủ tướng, và Thủ tướng nói với họ rằng ông đã hai lần bị cấm từ chức và việc thay đổi này đòi hỏi phải có các cuộc biểu tình lớn như ở Đông Đức (khoảng 250.000 sinh viên). Ông yêu cầu họ giữ số lượng "thương vong" trong thời gian thay đổi dự kiến ở mức tối thiểu.
Khoảng 500 nghệ sĩ, nhà khoa học và nhà lãnh đạo Slovakia đã gặp nhau tại Diễn đàn nghệ thuật (Umelecká ambeda) ở Bratislava lúc 17:00. Họ đã tố cáo cuộc tấn công chống lại các sinh viên ở Praha vào ngày 17 tháng 11 và thành lập Công chúng chống lại Bạo lực. Tổ chức này trở thành lực lượng hàng đầu đằng sau phong trào đối lập ở Slovakia. Các thành viên sáng lập của nó bao gồm Milan Kňažko,Ján Budaj và những người khác.
Các diễn viên và thành viên của khán giả trong một nhà hát ở Praha, cùng với Václav Havel và các thành viên nổi bật khác của Hiến chương 77 và các tổ chức bất đồng chính kiến khác, đã thành lập Diễn đàn Dân sự (Občanské fórum, tương đương với Công chúng Slovakia chống lại Bạo lực đối với lãnh thổ Cộng hòa Séc) như một phong trào phổ biến đại chúng cho cải cách. Họ kêu gọi sa thải các quan chức hàng đầu chịu trách nhiệm về bạo lực, và một cuộc điều tra độc lập về vụ việc và thả tất cả các tù nhân chính trị.
Sinh viên đại học đã bãi khóa. Trên truyền hình, các quan chức chính phủ kêu gọi hòa bình và trở lại hoạt động kinh doanh bình thường của thành phố. Một cuộc phỏng vấn với Martin Šmíd đã được phát đi để thuyết phục công chúng rằng không ai bị giết, nhưng chất lượng ghi âm thấp và tin đồn sai lệch vẫn tiếp tục lan đi. Sẽ mất thêm vài ngày nữa để xác nhận rằng không ai bị giết, nhưng khi đó cuộc biểu tình đã có được động lực hơn nữa để tự tiến hành.
Các nhà lãnh đạo của Sáng kiến Dân chủ đã đưa ra một số yêu cầu, bao gồm cả việc từ chức của chính phủ, có hiệu lực từ ngày 25 tháng 11 và thành lập một chính phủ tạm thời gồm các thành viên không thỏa hiệp của chính phủ hiện tại.

### 20 tháng 11

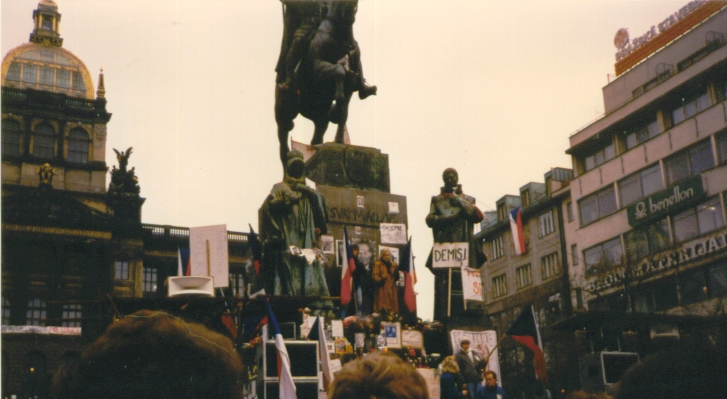
Đài tưởng niệm thánh Wenceslas

Sinh viên và nhà hát đã bãi khóa đình công "vĩnh viễn". Cảnh sát đã ngăn chặn một cuộc biểu tình có ý định di chuyển tới Lâu đài Praha, nơi có đường đi tới các rạp chiếu phim đang đình công.
Các đại diện của Diễn đàn Dân sự đã đàm phán không chính thức với Adamec mà không có Havel, và Adamec tỏ ra thông cảm với yêu cầu của sinh viên. Tuy nhiên, ông đã bị biểu quyết đa số thắng thế trong một cuộc họp nội các đặc biệt cùng ngày. Chính phủ, trong một tuyên bố chính thức, không chịu nhượng bộ.
Diễn đàn Dân sự bổ sung một yêu cầu: bãi bỏ "vị trí cầm quyền" của Đảng Cộng sản khỏi Hiến pháp. Các tờ báo không cộng sản công bố thông tin mâu thuẫn với cách giải thích của Đảng Cộng sản. Cuộc biểu tình rầm rộ đầu tiên ở Praha (100.000 người) và cuộc biểu tình đầu tiên ở Bratislava đã xảy ra.

### 21 tháng 11

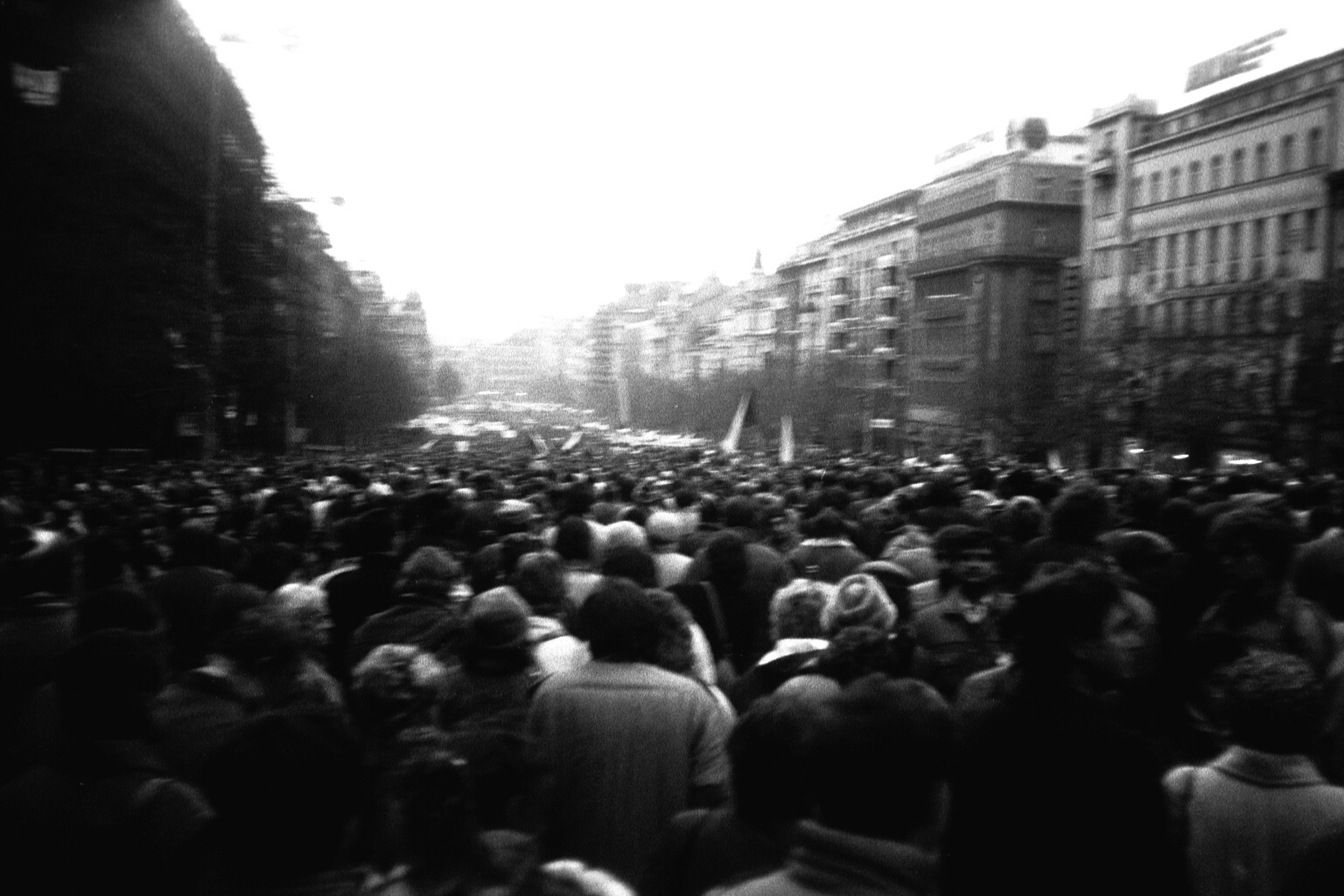
Người dân trên quảng trường Wenceslas ở Praha

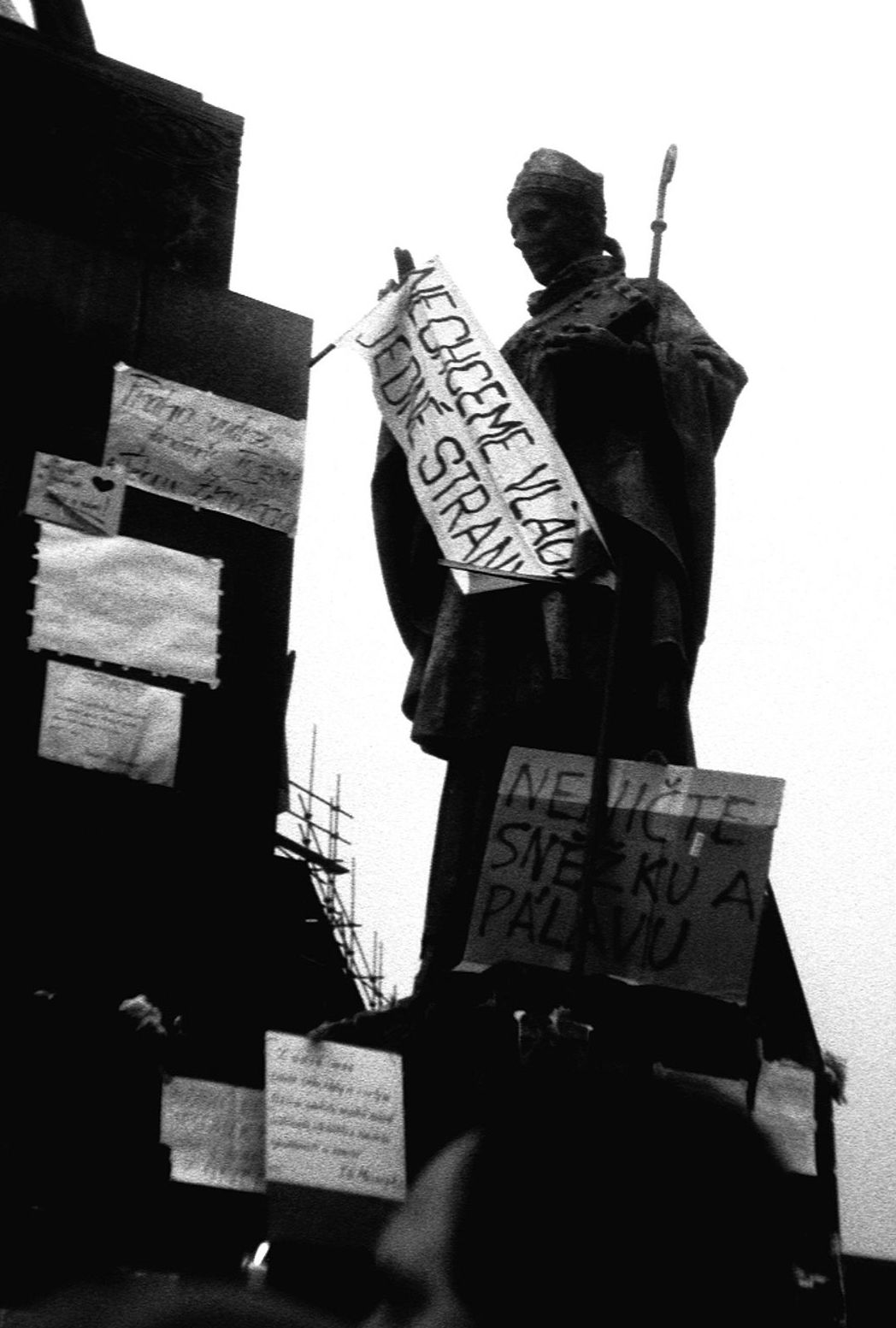
Một bức tượng của Saint Adalbert ở Praha với một thiết bị phát sóng và biểu ngữ

Cuộc họp chính thức đầu tiên của Diễn đàn Dân sự với Thủ tướng đã diễn ra. Thủ tướng đồng ý bảo đảm cá nhân rằng sẽ không có bạo lực nào được sử dụng đối với người dân; tuy nhiên, ông sẽ "bảo vệ chủ nghĩa xã hội, điều này khiến không thể có tranh luận giữa các bên". Một cuộc biểu tình lớn có tổ chức đã diễn ra tại Quảng trường Wenceslas ở trung tâm Praha (các cuộc biểu tình tiếp tục diễn ra ở đó trong suốt những ngày tiếp theo). Các diễn viên và sinh viên đã đi đến các nhà máy trong và ngoài Praha để có được sự hỗ trợ cho các đồng nghiệp của họ ở các thành phố khác.
Một cuộc biểu tình rầm rộ nổ ra ở quảng trường Hviezdoslav ở trung tâm thành phố Bratislava (trong những ngày tiếp theo, nó chuyển đến Quảng trường khởi nghĩa quốc gia Slovakia). Các sinh viên trình bày các yêu cầu và yêu cầu người dân tham gia vào cuộc tổng đình công dự kiến vào thứ Hai, 27 tháng 11. Một cuộc biểu tình riêng biệt yêu cầu thả tù nhân chính trị Ján Čarnogurský (sau này là Thủ tướng Slovakia) trước Cung điện Công lý. Alexander Dubček đã đề cập đến cuộc biểu tình này, vì đó là lần đầu tiên ông xuất hiện trong cuộc Cách mạng Nhung. Do đó, Čarnogurský đã được thả ra vào ngày 23 tháng 11. Các cuộc biểu tình tiếp theo diễn ra ở tất cả các thành phố lớn của Tiệp Khắc.
Hồng y František Tomášek, linh mục Công giáo La Mã ở vùng đất Bohemian, tuyên bố ủng hộ các sinh viên và đưa ra tuyên bố chỉ trích các chính sách của chính phủ hiện tại. Lần đầu tiên trong cuộc Cách mạng Nhung, yêu cầu "triệt để" bãi bỏ điều khoản của Hiến pháp thiết lập "vai trò lãnh đạo" của Đảng Cộng sản đã được Ľubomír Feldek thể hiện tại một cuộc họp của Công chúng chống bạo lực.
Vào buổi tối hôm đó, Miloš Jakeš, Chủ tịch Đảng Cộng sản Tiệp Khắc, đã có một bài nói đặc biệt trên Truyền hình Liên bang. Ông nói rằng trật tự phải được bảo tồn, rằng chủ nghĩa xã hội là sự thay thế duy nhất cho Tiệp Khắc, và chỉ trích các nhóm biểu tình. Các quan chức chính phủ, đặc biệt là người đứng đầu Đảng Cộng sản Miloš Jakeš, giữ thái độ cứng rắn. Trong đêm đó, họ đã triệu tập 4.000 thành viên của " Dân quân Nhân dân " (Lidové milice, một tổ chức bán quân sự trực thuộc Đảng Cộng sản) đến Praha để đè bẹp các cuộc biểu tình, nhưng đã bãi bỏ lệnh này.

### 22 tháng 11
Diễn đàn Dân sự đã công bố cuộc tổng đình công kéo dài hai giờ vào thứ Hai, 27/11. Các báo cáo trực tiếp đầu tiên từ cuộc biểu tình ở Quảng trường Wenceslas đã xuất hiện trên Truyền hình Liên bang (và nhanh chóng bị cắt bỏ, sau khi một trong những người tham gia tố cáo chính phủ hiện tại ủng hộ Alexander Dubček).
Các sinh viên bãi khóa đã buộc các đại diện của chính phủ Slovakia và của Đảng Cộng sản Slovakia tham gia vào một cuộc đối thoại, trong đó các đại diện chính thức ngay lập tức chuyển qua phòng thủ. Nhân viên của bộ phận tiếng Slovak của Truyền hình Liên bang yêu cầu các nhà lãnh đạo của Truyền hình Liên bang cung cấp thông tin xác thực về các sự kiện trong nước; nếu không họ sẽ bắt đầu một cuộc đình công của nhân viên truyền hình. Truyền hình trực tiếp không bị kiểm duyệt từ các cuộc biểu tình ở Bratislava bắt đầu.

### 23 tháng 11
Các tin tức buổi tối cho thấy các công nhân nhà máy đã tấn công bạo lực nhắm vào Miroslav Štěpán, Bí thư Đảng Cộng sản tại Praha. Quân đội đã thông báo cho giới lãnh đạo Đảng Cộng sản về sự sẵn sàng hành động của họ nhằm dẹp yên vụ bạo động (cuối cùng, họ không bao giờ được sử dụng để chống lại biểu tình). Quân đội và Bộ Quốc phòng đang chuẩn bị cho các hành động chống lại phe đối lập. Tuy nhiên, ngay sau cuộc họp, Bộ trưởng Bộ Quốc phòng đã gửi một địa chỉ truyền hình thông báo rằng quân đội sẽ không bao giờ thực hiện hành động chống lại người dân và kêu gọi chấm dứt các cuộc biểu tình.

### 24 tháng 11
Toàn bộ Đoàn chủ tịch, bao gồm Tổng Bí thư Miloš Jakeš, đã từ chức, và Karel Urbánek, một người Cộng sản ôn hòa hơn, được đưa lên vị trí Tổng Bí thư. Truyền hình Liên bang đã cho thấy hình ảnh từ ngày 17 tháng 11 lần đầu tiên và truyền trực tiếp truyền hình diễn văn đầu tiên của Václav Havel, chủ yếu liên quan đến cuộc tổng đình công theo kế hoạch. Đài phát thanh và truyền hình Tiệp Khắc tuyên bố rằng họ sẽ tham gia cuộc tổng đình công. Một cuộc thảo luận với các đại diện của phe đối lập đã được phát sóng bởi phần tiếng Slovak của Truyền hình Liên bang. Phe đối lập được Ján Budaj, Fedor Gál và Vladimír Ondruš làm đại diện, trong khi những người Cộng sản có Štefan Chudoba (giám đốc công ty ô tô Bratislava), Peter Weiss (thư ký của Viện Marx-Lenin của Đảng Cộng sản Slovakia) và giám đốc của Steelworks Kosice làm đại diện. Đó là cuộc thảo luận tự do đầu tiên trên truyền hình Tiệp Khắc kể từ khi thành lập. Do đó, đội ngũ biên tập của các tờ báo tiếng Slovak bắt đầu tham gia phe đối lập.

### 25 tháng 11

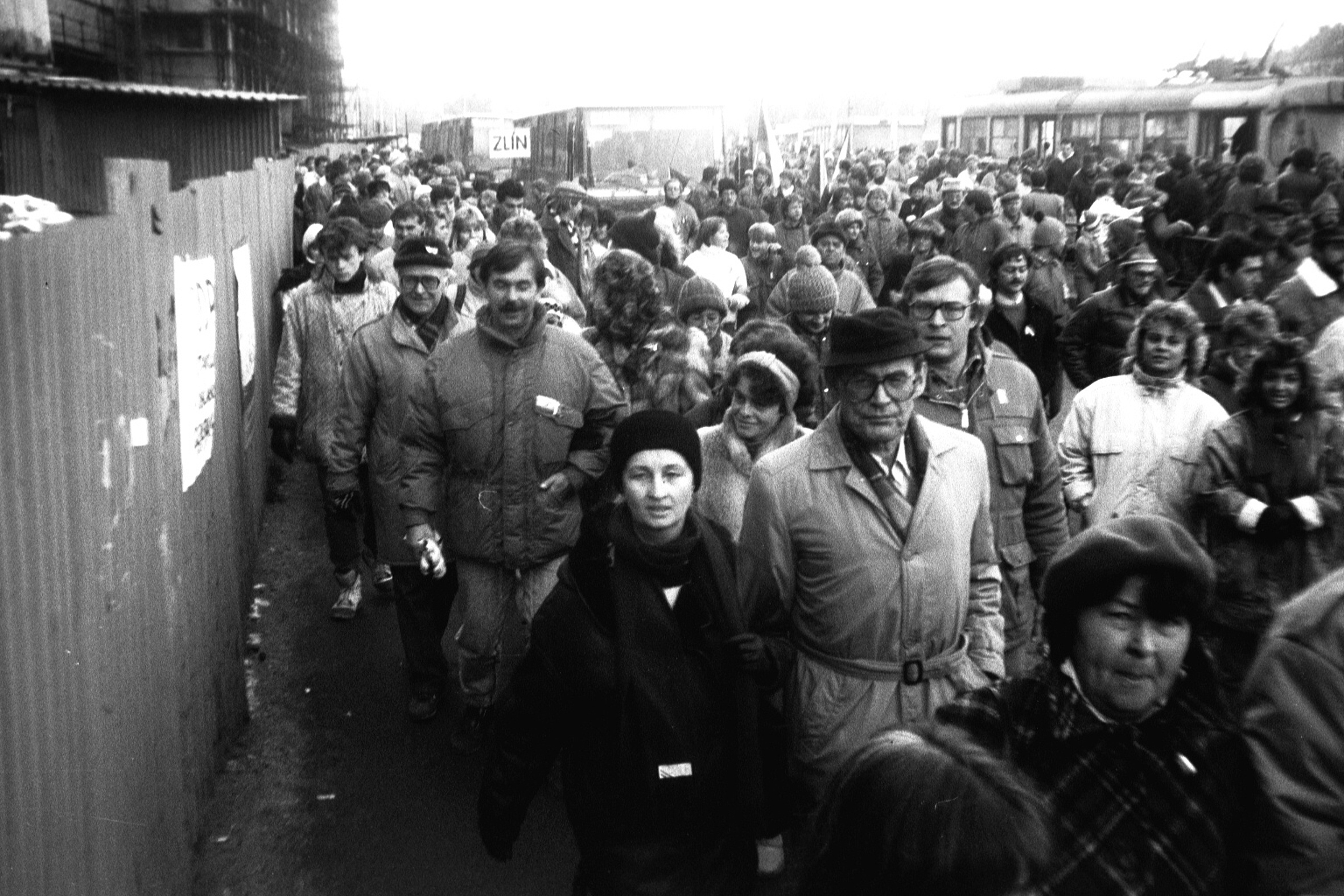
Ngày 25 tháng 11, dòng người chảy từ nhà thờ Praha (nơi kết thúc lễ mass để vinh danh thánh Agnes của Bohemia) và từ ga tàu điện ngầm Hradčanská đến ga đồng bằng Letná.

Giới lãnh đạo Đảng Cộng sản mới đã tổ chức một cuộc họp báo, bao gồm Miroslav Štěpán trong khi loại trừ Ladislav Adamec, nhưng không giải quyết được yêu cầu của những người biểu tình. Cuối ngày hôm đó, Štěpán từ chức Bí thư Thành ủy Praha. Số lượng người tham gia biểu tình chống chính phủ thường xuyên ở Praha-Letná đạt khoảng 800.000 người. Các cuộc biểu tình ở Bratislava đạt đỉnh điểm vào khoảng 100.000 người tham gia.

### 26 tháng 11
Thủ tướng Adamec lần đầu tiên gặp Havel. Các biên tập viên của báo Pravda của Slovakia, tờ báo trung tâm của Đảng Cộng sản Slovakia, đã tham gia phe đối lập.

### 27 tháng 11

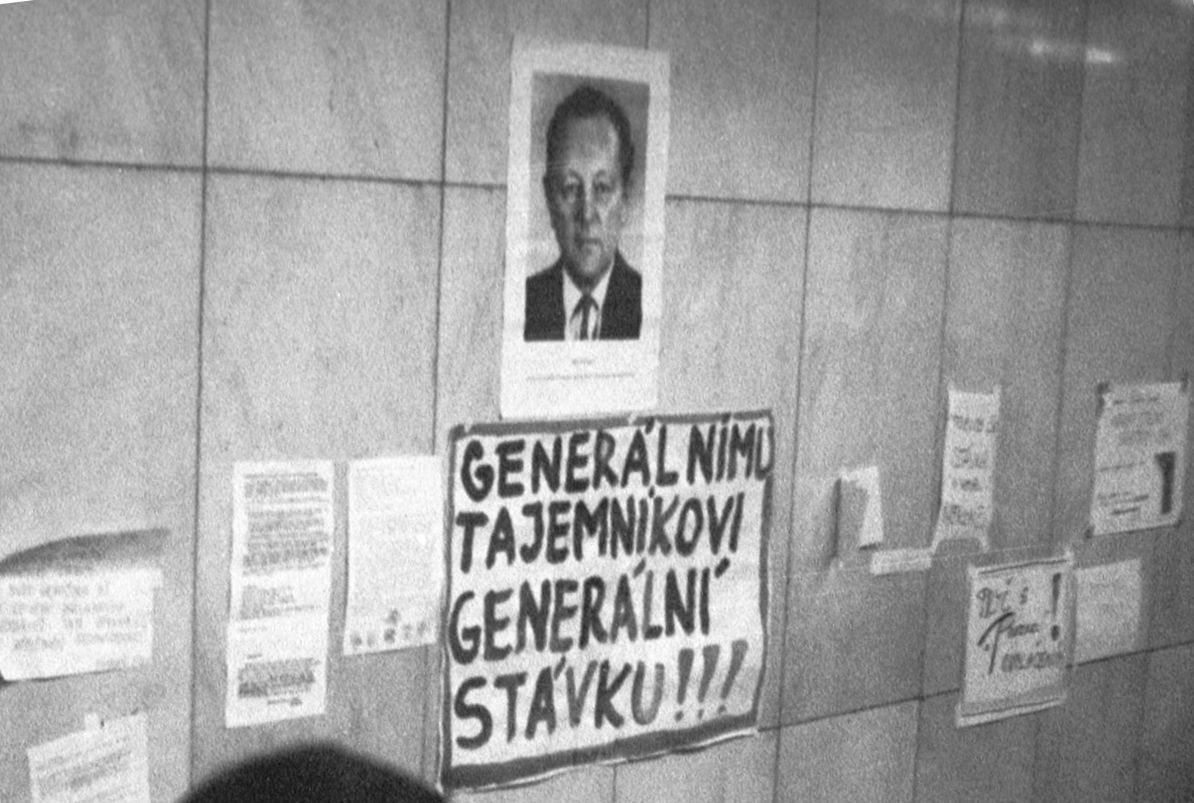
"Gửi tổng bí thư - một cuộc tổng đình công!!! " Kháng cáo với chân dung của Miloš Jakeš, người đã từ chức vào ngày 24 tháng 11

Một cuộc tổng đình công kéo dài hai giờ thành công do các phong trào dân sự lãnh đạo đã củng cố những gì ban đầu là một loạt các yêu cầu vừa phải thành lời kêu gọi thành lập một chính phủ mới. Cuộc đình công diễn ra trên cả nước trong khoảng thời gian từ 12:00 đến 14:00, theo báo cáo đã được 75% dân số đồng tình. Bộ Văn hóa đã cho phát hành các tác phẩm văn học chống cộng để mọi người được đọc công khai trong các thư viện, chấm dứt hàng thập kỷ kiểm duyệt. Diễn đàn Dân sự đã thể hiện năng lực của mình để phá vỡ trật tự chính trị, và từ đó khẳng định mình là tiếng nói của quốc gia trong các cuộc đàm phán với nhà nước. Các phong trào dân sự huy động sự ủng hộ cho cuộc tổng đình công.

### 29 tháng 11
Quốc hội Liên bang đã xóa quy định trong hiến pháp đề cập đến " vai trò lãnh đạo " của Đảng Cộng sản, chính thức chấm dứt sự cai trị của Đảng Cộng sản ở Tiệp Khắc.

### 10 tháng 12
Tổng thống Gustáv Husák tuyên thệ trong chính phủ đầu tiên sau 41 năm không do Đảng Cộng sản nắm quyền. Ông đã từ chức ngay sau đó.

## Sau đó

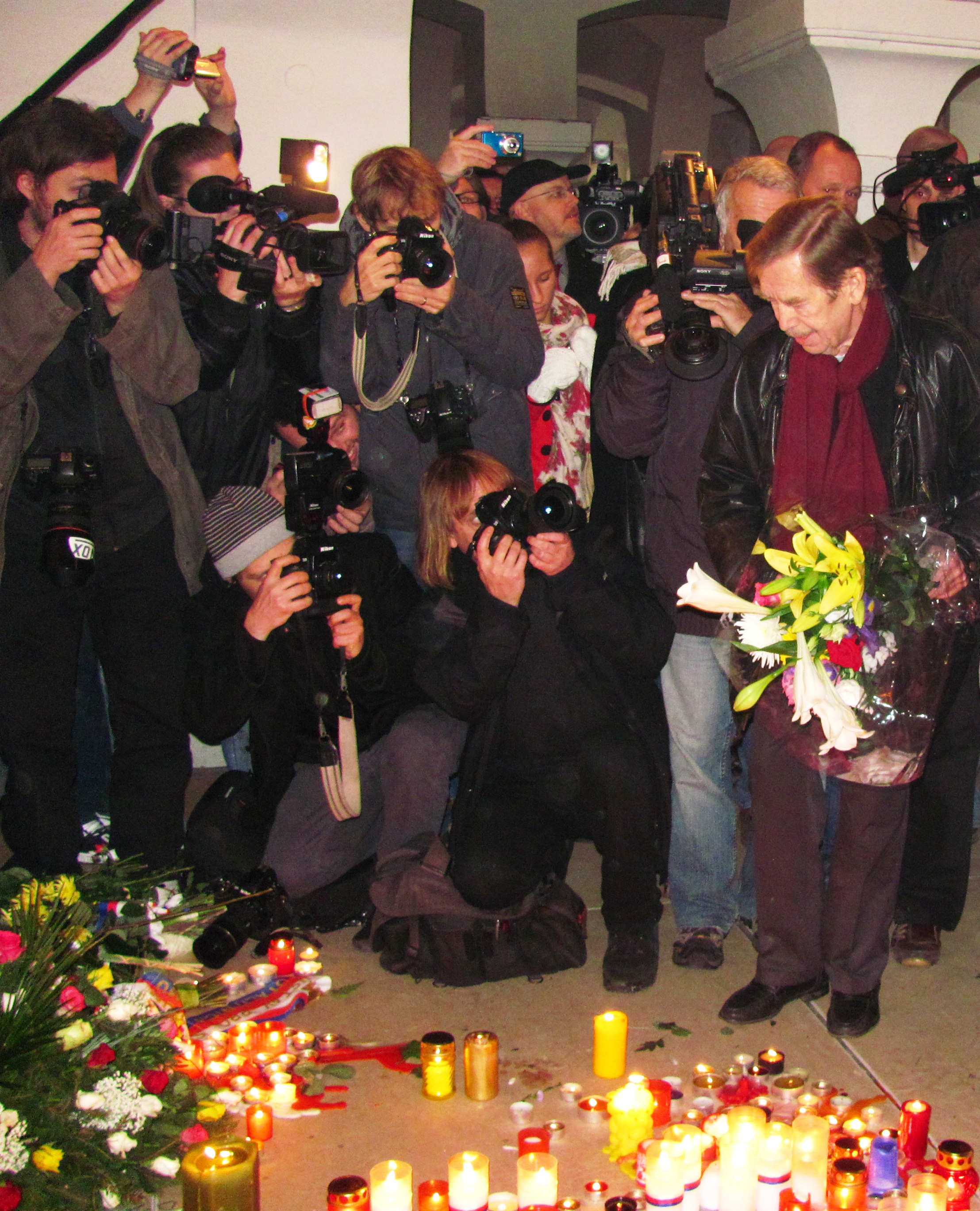
Kỷ niệm 21 năm Cách mạng Nhung - Cựu Tổng thống Václav Havel (phải, cầm hoa) tại Đài tưởng niệm ở đường Národní ở Praha

Chiến thắng của cuộc biểu tình đã nối tiếp với việc nhà viết kịch nổi loạn và nhà hoạt động nhân quyền Václav Havel được bầu lên làm Tổng thống Tiệp Khắc vào ngày 29 tháng 12 năm 1989. Trong vài tuần, Havel đã đàm phán loại bỏ tất cả quân đội Liên Xô (khoảng 73.500 người) khỏi Tiệp Khắc. Theo thỏa thuận, quân đội Liên Xô rút đi trong vòng vài tháng. Cuộc bầu cử được tổ chức vào tháng 6 năm 1990 đã hợp pháp hóa chính phủ này và tạo tiền đề cho việc giải quyết tàn dư của quyền lực của Đảng Cộng sản và di sản của thời kỳ Cộng sản.
Mối đe dọa chính đối với sự ổn định chính trị và quá trình chuyển đổi sang kiểu dân chủ tư sản của Tiệp Khắc dường như đến từ các cuộc xung đột sắc tộc giữa người Séc và người Slovakia, vốn nổi lên trong thời kỳ hậu Cộng sản. Tuy nhiên, đã có sự đồng thuận chung để tiến tới nền kinh tế thị trường, vì vậy vào đầu năm 1990, Tổng thống và các cố vấn kinh tế hàng đầu của ông đã quyết định tự do hóa giá cả, đẩy mạnh phi tập trung hóa và tư nhân hóa nền kinh tế. Sự kết thúc của chủ nghĩa Cộng sản có nghĩa là người lao động không còn được nhà nước cung cấp việc làm suốt đời và sự gia tăng thất nghiệp sau đó. Để giảm bớt tác động xấu của điều này, chính phủ đã thực hiện trợ cấp thất nghiệp và mức lương tối thiểu. Kết quả của quá trình chuyển đổi sang nền kinh tế thị trường sẽ phụ thuộc vào mức độ phát triển bên ngoài đất nước tạo điều kiện hoặc cản trở quá trình thay đổi diễn ra.

## Đặt tên và phân loại

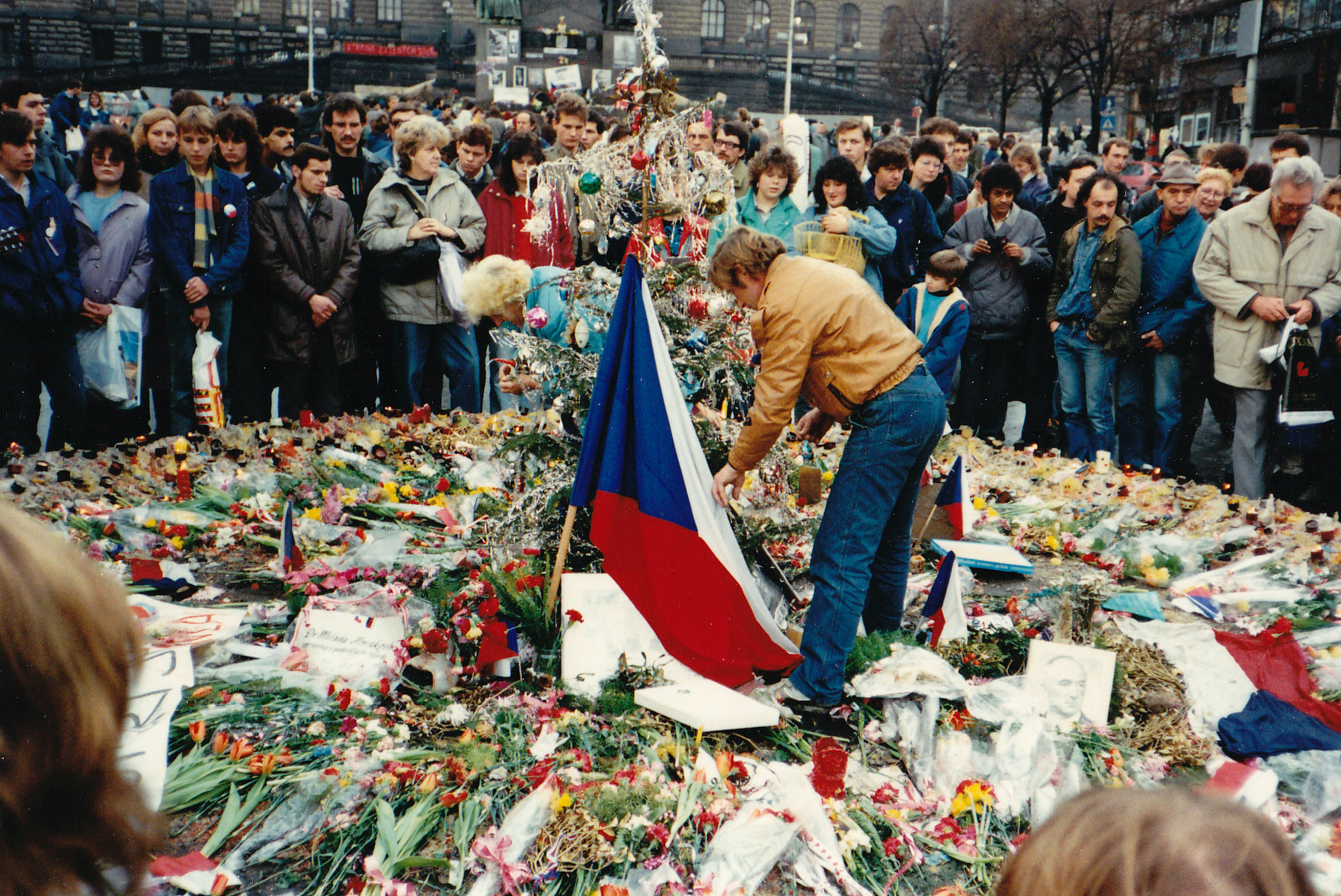
Václav Havel vinh danh sự hy sinh của những người tham gia cuộc biểu tình ở Praha.

Thuật ngữ Cách mạng nhung được Rita Klímová, dịch giả tiếng Anh của các nhà bất đồng chính kiến Tiệp Khắc, người sau này trở thành đại sứ tại Hoa Kỳ, tạo ra. Thuật ngữ này được sử dụng trên quy mô quốc tế, mặc dù người Séc cũng sử dụng thuật ngữ này trong nội bộ. Sau khi giải thể Tiệp Khắc năm 1993, Slovakia đã sử dụng thuật ngữ Cách mạng nhẹ nhàng, thuật ngữ mà người Slovakia sử dụng cho cuộc cách mạng này ngay từ đầu. Cộng hòa Séc tiếp tục gọi sự kiện này là Cách mạng Nhung.
Các nhà lý luận về các cuộc cách mạng, chẳng hạn như Jaroslav Krejčí, đã lập luận rằng "Cuộc cách mạng nhung" trên thực tế không phải là một cuộc cách mạng thực sự bởi vì một cuộc cách mạng theo định nghĩa hoàn thành thay đổi bằng bạo lực. Tranh luận về các cuộc cách mạng cho rằng Cách mạng Nhung là một cuộc cách mạng hợp pháp bởi vì đó là một " tình huống cách mạng " về chủ quyền bị tranh cãi dẫn đến sự chuyển giao quyền lực ("kết quả cách mạng").

## Tư tưởng của cách mạng
Trong những tháng trước và trong sự kiện, công dân đã phân tán các ý tưởng bằng cách sử dụng các tờ rơi được phân phát. Hàng trăm tờ rơi bí mật với các thông điệp khác nhau đã được in, nhưng hầu hết đều có chung lý tưởng. Vào mùa hè năm 1989, một trong những tài liệu được lưu hành rộng rãi nhất là "Tám quy tắc đối thoại", ủng hộ cho sự thật, sự hiểu biết và sự đồng cảm, thảo luận có hiểu biết và tôn trọng, tránh các cuộc tấn công cá nhân, và đối thoại một tâm trí cởi mở. Các tài liệu khác ít tập trung vào các kỹ thuật truyền thông và nhiều hơn về lý tưởng. Công bằng và nhân đạo là những chủ đề phổ biến, cùng với tự tổ chức, đại diện chính trị và điều kiện làm việc được cải thiện.

## Thuyết âm mưu
Những người theo thuyết âm mưu đã cố gắng miêu tả cuộc cách mạng như một âm mưu của StB, KGB, những nhà cải cách giữa các đảng viên hay Mikhail Gorbachev. Theo những lý thuyết này, Đảng Cộng sản Tiệp Khắc chỉ chuyển đổi quyền lực của mình thành các hình thức khác, ít nhìn thấy hơn và vẫn kiểm soát xã hội. Niềm tin vào những lý thuyết như vậy đã giảm dần qua 30 năm.

## Yếu tố bên ngoài
Các sự kiện của tháng 11 năm 1989 đã xác nhận rằng các yếu tố bên ngoài là chất xúc tác quan trọng cho sự sụp đổ của chủ nghĩa cộng sản ở Tiệp Khắc. Do đó, những biến đổi ở Ba Lan và Hungary và sự sụp đổ của chế độ ở Đông Đức, cả hai đều có thể bắt nguồn từ thái độ thờ ơ của Liên Xô đối với Đông Âu, khuyến khích người Séc và người Slovakia xuống đường biểu tình. Tuy nhiên, các yếu tố quốc gia, bao gồm khủng hoảng kinh tế và chính trị và hành động của các nhóm và cá nhân làm việc hướng tới một sự chuyển đổi, làm mất đi hỗ trợ cho hệ thống chính trị. Mặt khác, truyền thông phương Tây cũng có vai trò quan trọng, khi họ cố ý loan tin giả về một sinh viên bị sát hại nhằm kích động tâm lý của người dân Tiệp Khắc.

## Tiến trình thay đổi
Phản ứng của Nhà nước Tiệp Khắc trước các cuộc đình công đã chứng minh rằng trong khi sự cô lập toàn cầu tạo ra áp lực cho sự thay đổi chính trị, xã hội và kinh tế, thì những sự kiện xảy ra sau đó không thể được xác định trước. Hầu như không ai nghĩ rằng một nhà nước cộng sản có thể sụp đổ nhanh như vậy. Các sinh viên và nhà hát nổi bật dường như không có khả năng đe dọa một trạng thái có thể ngăn chặn bất kỳ loại biểu tình nào. Giai đoạn "phổ biến" này của cuộc cách mạng, được tiếp nối bằng những chiến thắng nhờ vào sự huy động thành công của Diễn đàn Dân sự cho cuộc tổng đình công vào ngày 27 tháng 11, nơi thiết lập tính hợp pháp của nó để nói chuyện trong các cuộc đàm phán với nhà nước. Các cuộc biểu tình rầm rộ diễn ra sau ngày 17 tháng 11 đã dẫn đến sự từ chức của ban lãnh đạo Đảng Milos Jakes, loại bỏ Đảng khỏi vai trò lãnh đạo và thành lập chính phủ phi Cộng sản. Những người ủng hộ cách mạng đã phải chịu trách nhiệm ngay lập tức trong việc điều hành chính phủ, bên cạnh việc thiết lập các cải cách thiết yếu trong tổ chức chính trị và các giá trị, cơ cấu và chính sách kinh tế và chính sách đối ngoại.

## Lắc chìa khóa
Một yếu tố trong các cuộc biểu tình của Cuộc cách mạng Nhung là tiếng leng keng của chìa khóa để biểu thị sự hỗ trợ. Hành vi này có hai ý nghĩa cùng lúc, nó tượng trưng cho việc mở khóa cửa và là cách người biểu tình nói với những người cộng sản, "Tạm biệt, đã đến lúc tôi về nhà."
Một đồng xu 2 euro kỷ niệm đã được Slovakia phát hành vào ngày 17 tháng 11 năm 2009, để đánh dấu kỷ niệm 20 năm của cuộc cách mạng. Đồng xu mô tả một chiếc chuông có chìa khóa bên cạnh một người vỗ tay. Ursula K. Le Guin đã viết một truyện ngắn "Mở khóa không khí", trong đó tiếng leng keng của chìa khóa đóng vai trò trung tâm trong việc giải phóng một quốc gia hư cấu tên là Orsinia.